# Meylin Encarnación
Meylin Ariana Encarnación Ballasco (Lima, 26 de junio de 2005) es una voleibolista peruana que juega como punta. Su equipo actual es Kazoku No Perú, ascendido a la Liga Nacional Superior de Voleibol del Perú.

## Clubes
| Club            | País | Año         |
| --------------- | ---- | ----------- |
| ACD Túpac Amaru | Perú | 2020 - 2024 |
| Kazoku No Perú  | Perú | 2024 -      |

## Palmarés

### Clubes
- 2025:  "Campeona", Liga Nacional Intermedia de Voleibol de Perú con  Kazoku No Perú.